# 轴心国占领伏伊伏丁那时期
轴心国占领伏伊伏丁那时期是指1941年至1944年期間，納粹德國及其附庸国匈牙利王國和克羅埃西亞獨立國军事占领南斯拉夫王國的伏伊伏丁那時期。
當時伏伊伏丁那地区被劃分為三塊：巴纳特的伏伊伏丁那部分由德意志人控制；巴奇卡由匈牙利控制；而斯雷姆由克羅埃西亞獨立國控制。1944 年，苏联红军和南斯拉夫游击队從納粹德國及其附庸國手中奪取伏伊伏丁那。
在納粹德國及其附庸國占领伏伊伏丁那期间，伏伊伏丁那约有5万人被殺死，约28万人被逮捕或遭受酷刑。 受害者来自伏伊伏丁那的多个民族，但受害者中人数最多的是塞尔维亚人、犹太人和罗姆人。 